# Tozé (football, 1965)
Pour les articles homonymes, voir Tozé.
António José Alves Ribeiro, plus communément appelé Tozé, est un footballeur portugais né le 4 septembre 1965 à Amarante. Il évoluait au poste d'ailier.

## Biographie
Tozé évolue toute sa carrière au Portugal, notamment au FC Porto, avec lequel il est champion du Portugal à deux reprises,,.
Il dispute un total de 284 matchs en première division portugaise, pour 17 buts marqués.
Au sein des compétitions continentales européennes, il dispute trois matchs en Ligue des champions, quatre en Coupe de l'UEFA, et trois en Coupe des coupes.
International portugais, il reçoit une unique sélection en équipe du Portugal, le 16 janvier 1991, en amical contre l'Espagne (match nul 1-1),.

## Palmarès
Avec le FC Porto :
- Champion du Portugal en 1992 et 1993
- Vainqueur de la Coupe du Portugal en 1994

Avec le Vitória Guimarães :
- Finaliste de la Coupe du Portugal en 1988